# Buurloofhof

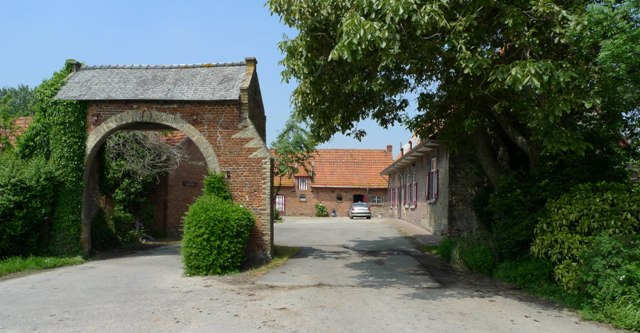
Buurloofhof in Brielen

Het Buurloofhof is een historische boerderij, gelegen aan Adriaansensweg 31 bij het dorp Brielen, dat tot de West-Vlaamse gemeente Ieper behoort.
Deze, oorspronkelijk omgrachte, boerderij is in de kern 18e-eeuws, en uit die periode is ook het poortgebouw bewaard gebleven. Het woonhuis, gelegen op een terp, heeft een 18e-eeuwse kern maar werd in 1899 uitgebreid. Ook in 1920 werden uitbreidingen verricht. Zo zijn er stallen en is er een dubbele dwarsschuur en een wagenhuis.
Tijdens de Eerste Wereldoorlog werd een bunker ingebouwd die als schuilkelder dienstdeed. Ook deze bunker is nog aanwezig. Ten slotte is er nog een cichorei-ast van 1920.

## Bescherming
Het poortgebouw is geklasseerd als beschermd monument. Boerderij en omgeving zijn geklasseerd als beschermd dorpsgezicht.